# Brümsi

Wappen Brümsi

Brümsi (auch: Brymsi) ist der Name eines schweizerischen Adels- und Patriziergeschlechts der Stadt Schaffhausen im gleichnamigen Kanton.

## Geschichte
Die Brümsi sollen im 11. Jahrhundert aus Maienfeld im Kanton Graubünden nach Schaffhausen zugewandert sein. Als frühester Vertreter wird 1239 ein Eberhardus Brümsi erwähnt. Weiter traten 1251 ein Hainricus und 1258 ein Konrad als Zeugen auf. Die Familie stieg in den Niederadel auf und erwarb auch die Ritterfähigkeit.
Die Familie spaltete sich in vier Stämme auf:
- Brümsi (auch «die Morharten» genannt),
- (Brümsi) Am Stad (nach dem Wohnsitz am Rhein genannt)
- (Brümsi) Im Thurn
- Brummsee, Adelsgeschlecht in Preußen

Nachdem die Brümsi 1537 Dorf und Schloss Herblingen erworben hatten, nannte sich die Familie Brümsi von Herblingen. Nach der Auswanderung aus Schaffhausen um 1515–25 erlosch die Familie im Mannesstamm mit dem Tod von Hans Brümsi im Jahr 1551.
Der Zweig Am Stad hatte mit ihrem Wohnsitz am Rhein als Erblehen des Klosters Allerheiligen die Schifffahrtsrechte in Schaffhausen inne. Sie mussten dieses 1302 aber an die Stadt verkaufen.

## Wappen
Das Wappen zeigt in einem geteilten Schild links einen sechszackigen silbernen Stern auf schwarzem Grund und rechts einen schwarzen Stern auf silbernem Grund. Das Dorf Herdwangen in Süddeutschland hat das gleiche Wappen wie die Brümsi, da die Familie um 1400 die Vogtei über dieses Dorf besass.

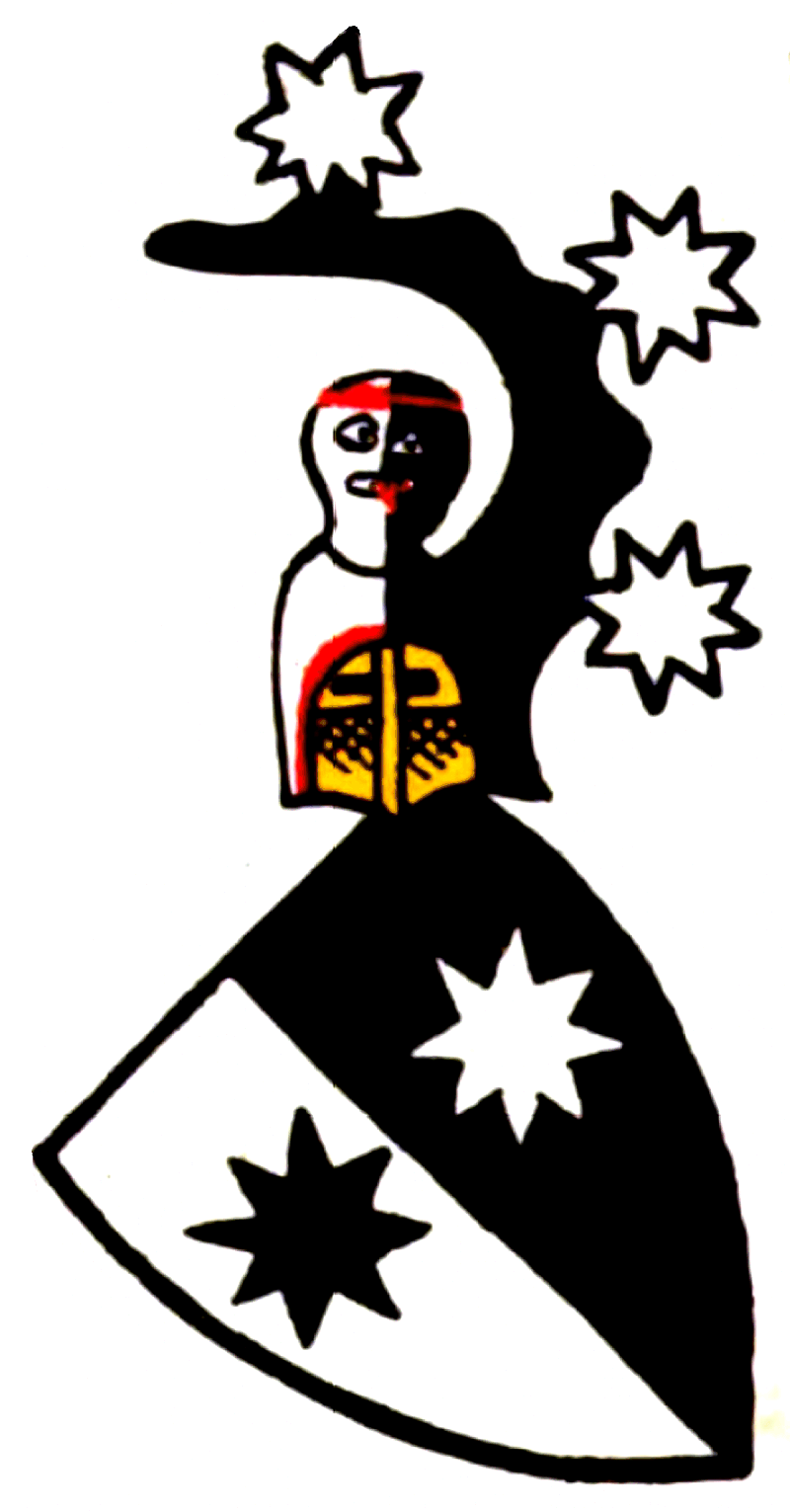
Wappen der Brümsi zu Maienfeld in der Zürcher Wappenrolle, ca. 1340
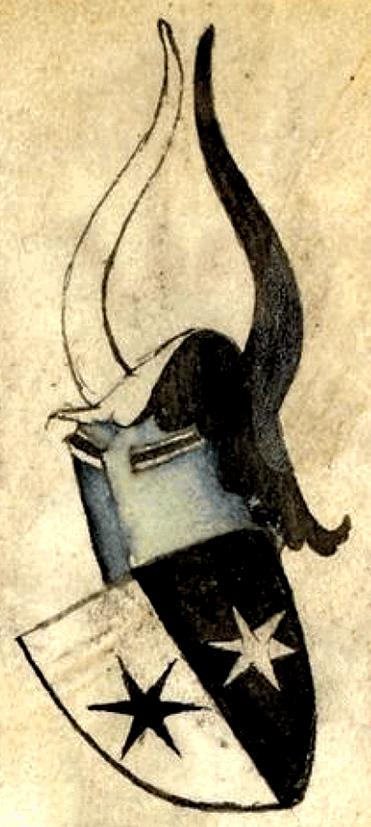
Wappen der Brümsi im Turn im Armorial Bellenville, um 1380
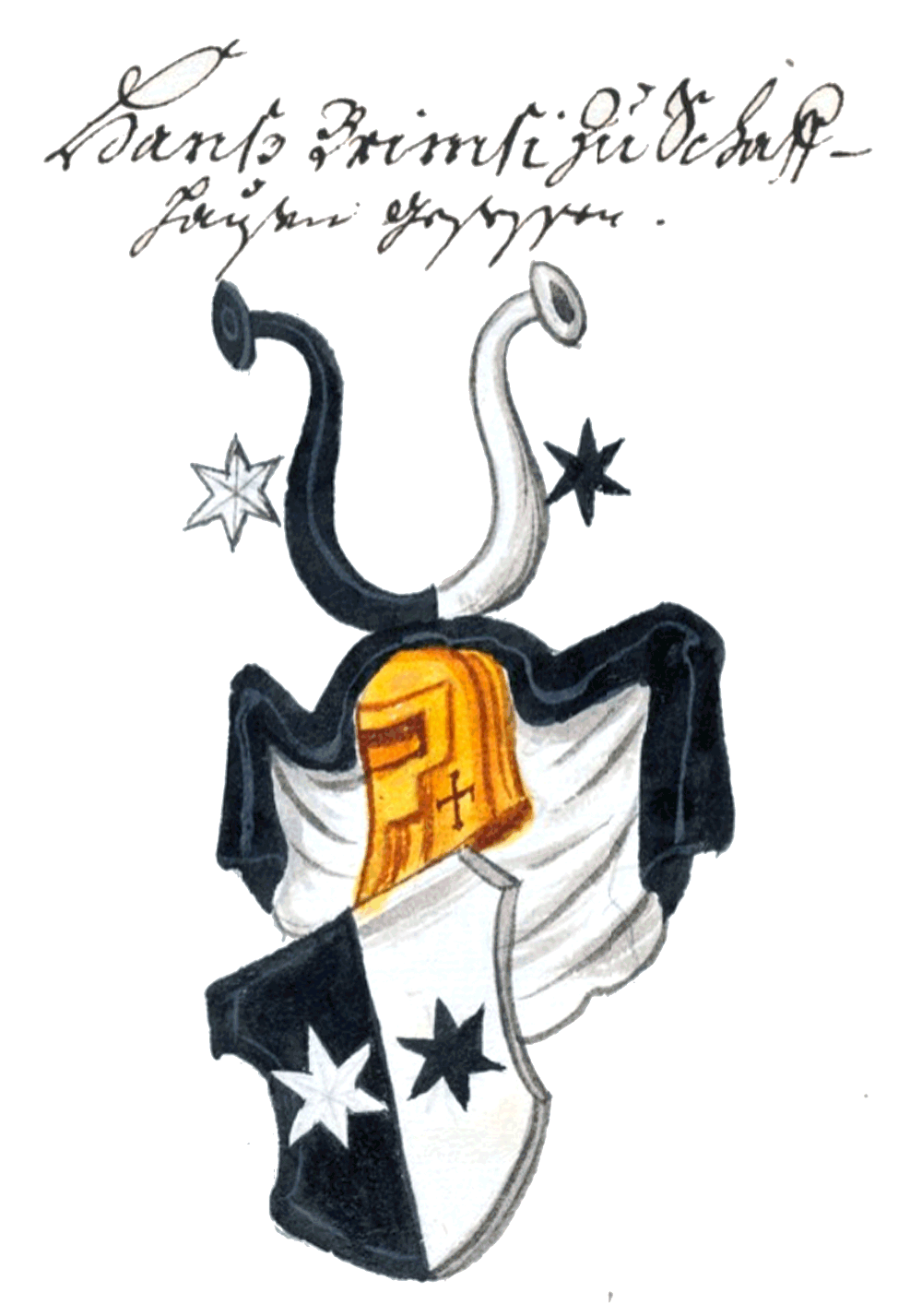
Wappen des Hans Brümsi bei Aegidius Tschudi ca. 1560
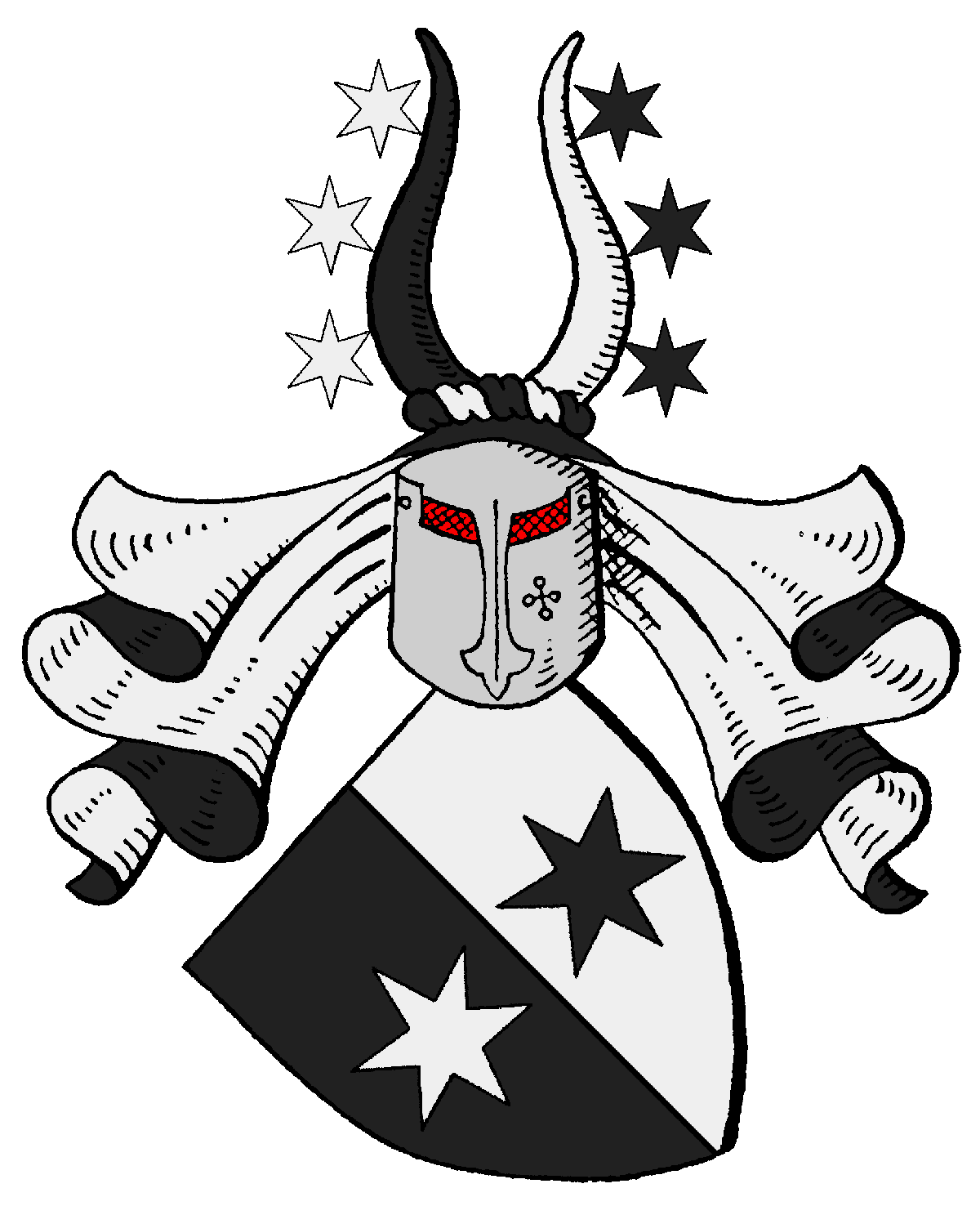
Wappen der preußischen von Brumsee

## Namensträger
- Catharina Brümsi von Herblingen, Äbtissin